# 부민고소금지법
부민고소금지법은 조선시대 하급 서리나 일반 백성들이 경외의 상급 관리들에 대해 고소를 금지하던 법제이다.

## 개요
중앙 관서의 서리(書吏)·고직(庫直)·사령(使令) 등 하례(下隷)와 지방 관서의 아전(衙前)·장교(將校) 등이 상급자인 관원을 고소하거나 지방의 향직자(鄕職者)·아전·백성이 관찰사나 수령을 고소하는 것을 금지하던 제도이다.
1420년(세종 2) 9월에 예조판서 허조(許稠) 등의 건의에 따라 제정되었으며, 『경국대전』 형전(刑典) 소원조(訴寃條)에 규정되었다. 즉, 종묘(宗廟)·사직(社稷)에 관계되는 모반대역죄와 불법살인죄를 고소하는 것은 허용하되 이전(吏典)·복례(僕隷)가 그 관원을 고소한 경우, 품관(品官)·이(吏)·민(民)이 그 관찰사·수령을 고소한 경우에는 수리하지 않으며, 고소자를 장(杖) 100, 도(徒) 3년에 처하였다. 또한 타인을 몰래 사주해 고소하게 한 자도 같으며, 무고한 자는 장 100, 유(流) 3,000리형으로 처벌하였다.
모든 경우에 관원·관찰사·수령에 대한 고소를 금지하는 것이 아니었다. 이들의 비리·불법행위·오판 등으로 인해 원통하고 억울한 일(訴寃)을 당한 당사자는 서울은 주장관(主掌官), 지방은 관찰사에게 호소할 수 있었다.
이 법을 제정한 목적은 사리에 맞고 안 맞는 것을 불문하고 아랫사람이 윗사람을 능멸하는 것을 금지함으로써 상하존비(上下尊卑)의 명분을 확립하고자 함에 있었다. 수령은 백성의 부모이고 백성은 수령의 자식인데, 자식으로서 부모를 고소할 수 없다는 논리를 적용하여 매우 아름다운 법이라고 보았다.

## 법의 한계와 역기능
이 법은 시행 뒤에도 철저히 지켜지지 못하였다. 그러는 사이 수령의 침어탐오(侵漁貪汚)가 날로 심해 법의 가부가 논의되었으나 수시로 대관을 파견하거나 관찰사에게 감찰하게 하였고, 이 법의 완화 내지 폐지 의견은 받아들여지지 못하였다. 오히려 1524년(중종 19)에는 전가사변(全家徙邊)으로 중벌하게 되었고, 1717년(숙종 43) 전가사변율(全家徙邊律)이 폐지됨에 따라 원래의 장 100, 유 3천리형으로 되었다. 이 법은 중앙집권적 관료제를 확립하기 위해 만들어졌다고 평가되고 있기도 하다.

### 부민고소금지법의 의도와 순기능
부민고소금지법은 당시 법을 만든 조선의 시대 배경을 감안할 필요가 있다. 조선이란 새로운 나라가 건국된지 반세기도 안된 시기였고, 지방 권력이 아직 강력한 시기였기에 왕의 대리인으로서 지방을 다스리는 수령의 권력을 높여줄 수 밖에 없었기에 평민들이 수령을 고소할 수 없는 해당 법을 만들었다.  

### 부민고소금지법의 한계와 역기능
하지만 현실은 부민고소금지법의 한계가 여실했었음이 역사로 증명됐다. 모든 경우에 관원·관찰사·수령에 대한 고소를 금지하는 것이 아니었지만, 이 법은 시행 뒤에도 철저히 지켜지지 못하였고, 그러는 사이 수령의 침어탐오(侵漁貪汚)가 날로 심해져 조선 백성들의 고통을 키우는 나쁜 결과를 불렀을 뿐이었다. 이 법의 의도는 지방 권력자들의 권력을 억누르고 왕의 대리자인 지방 수령의 권력을 높여서 중앙집권의 기틀을 닦는데 의의가 있었지만, 현실은 지방 수령과 지방의 전통 권력자들이 한통속이 되어서 사이좋게 백성들을 수탈하는 결과를 불렀다. 

### 부민고소금지법의 영향
지방 수령과 지방 권력자가 서로 한통속이 되어 백성들을 수탈하게 됐고, 그런가하면 백성들은 수탈과 부당한 처우에도 정상적인 루트로 저항할 수단을 상실해버렸다. 특히 권력자들의 수탈중에는 방납의 폐단이 심각한 문제였는데, 조선 초기의 납세제도는 지방에서 나는 특산물로 바치게 했다. 법은 겉보기엔 좋아보일지 몰라도 이것 역시 탁상공론과 전시행정의 표본이라 할 수 있을 정도로 결과는 처참했다. 갖고 있지도 않는 지방 특산물을 세금으로 바치기 위해 평민들은 갖고 있는 곡물로 특산품을 구매해야했고, 이 때, 양반계층과 지방 수령들을 비롯한 권력자들은 특산물을 시장에서 독점해서 몇 배의 값어치로 판매하는등 막대한 폭리를 취했다. 조선은 기본세율이 낮았던 나라지만 현실은 굉장한 거리가 있었던 셈이다. 처음 정해진 원칙은 권력자의 상태에 따라 얼마든지 달라질 수 있다는걸 증명해준다.

## 같이 보기
- 노비종모법
- 조선 세종
- 조선